# Аркадий Стругацки
Аркадий Натанович Стругацки (на руски: Арка́дий Ната́нович Струга́цкий) е руски съветски писател фантаст
Повечето му произведения са публикувани в съавторство с брат му Борис Стругацки. За съвместната им работа вижте Аркадий и Борис Стругацки.

## Биография
Роден е на 28 август 1925 г. в град Батуми, Аджария, Грузия, СССР. Баща му е редактор в местния вестник „Трудовой Аджаристан“, а майка му – учителка. Същата година семейството се мести в Ленинград (днес Санкт Петербург), Русия.
В началото на Блокадата на Ленинград през януари 1942 г. семейството се разделя: майката с по-малкия брат Борис остават в Ленинград, а той и баща му са евакуирани от обсадения Ленинград по „Пътя на живота“ през езерото Ладога. Той единствен оцелява от вагона на влака, в който пътува. Баща му е погребан в близост до град Вологда. Майка му е евакуирана по-късно.
Средното си образование завършва в село Ташла, Чкаловска (Оренбургска) област. През януари 1943 г. е призован в армията, в Актюбинското артилерийско училище. Оттам през юли същата година е откомандирован във Военния институт за чужди езици в Москва, който завършва през 1949 г. със специалност преводач-референт от японски език. След това работи като преподавател и военен преводач в Далечния изток. Уволнява се от армията през 1955 г. със звание старши лейтенант.
След армията за кратко работи в Ленинград. После се премества в Москва, където работи като преводач и редактор. От 1960 г. е член на Съюза на писателите на СССР, което по онова време означава официално признание като писател. Под псевдонима С. Бережков превежда научна фантастика от английски и японски, както и класическа японска литература.
Умира в Москва, Русия на 12 октомври 1991 г.

## Творчество
Първото публикувано произведение на Аркадий Стругацки, в съавторство с Лев Петров, е повестта „Пепелта на Бикини“ (на руски: „Пепел Бикини“) от 1955 г. Тя е написана по повод последствията от изпитанията на американска водородна бомба на едноименния атол Бикини в Тихия океан.
Повечето от останалите му произведения са в съавторство с неговия брат Борис Стругацки. Първото им общо произведение е разказът „Извне“ (Изотвън), публикуван през 1958 г. в списание „Техника молодежи“ и пренаписан по-късно като повест. Братята издават първата си книга „Страната на пурпурните облаци“ (на руски: „Страна багровых туч“) през 1959 година.
Самостоятелни произведения
Самостоятелните си произведения Аркадий Стругацки подписва с псевдонима С. Ярославцев. Това са:
- повест-приказка „Экспедиция в преисподнюю“ („Експедиция в преизподнята“), 1973, публ. 1974
- роман „Подробности жизни Никиты Воронцова“ („Някои подробности от живота на Никита Воронцов“), 1978, публ. 1984
- повест „Дьявол среди людей“ („Дявол сред хората“), 1990 – 1991, публ. 1993
- сценарий на филма „Семейные дела Гаюровых“ („Семейни работи на Гаюрови“), 1975, киностудия „Таджикфилм“

## Признание
Заедно с брат си са наградени с много награди. Между тях са наградите „Аелита“ и „Велик пръстен“, премията „Жул Верн“, както и британската награда за „Независима мисъл“. Името на братя Стругацки носи малка планета в астероидния пояс на Слънчевата система.